# یواس‌اس کابوت (وای‌تی‌بی-۲۲۱)
یواس‌اس کابوت (وای‌تی‌بی-۲۲۱) (به انگلیسی: USS Kabout (YTB-221)) یک کشتی بود که طول آن ۱۱۰ فوت ۰ اینچ (۳۳٫۵۳ متر) بود. این کشتی در سال ۱۹۴۴ ساخته شد.